# VfL Oldenburg
Ne pas confondre avec le VfB Oldenburg, un autre club de la localité d'Oldenbourg.
Le VfL Oldenburg est un club sportif allemand localisé à Oldenbourg, en Basse-Saxe.
Le club qui compte plus de 2 000 membres, dispose de plusieurs sections, dont l’athlétisme, le badminton, le football, la gymnastique, la danse, le volley-ball et depuis 2010, un département de football américain.
C’est toutefois sa section de handball qui valut sa notoriété au cercle, et principalement son équipe féminine qui évolue dans la Bundesliga de la discipline.

## Football
Le club fut fondé en 1894 sous l’appellation de Turn Verein Jahn Oldenburg ou TV Jahn Oldenburg. Il s’agissait d’un club gymnique.
Le 12 juin 1912 fut créé le SV Frisia Oldenburg, un club de football. Pratiquement en même temps, un autre club vit le jour, le SV Oldenburg.
En 1933, sous l’influence des responsables nazis, le SV Frisia Oldenburg et le SV Oldenburg durent fusionner pour former le Oldenburger Sport-Club ou Oldenburg SC. Deux ans plus tard, ce club s’unit avec le TV Jahn Oldenburg pour former le VfL Oldenburg von 1894.
Lors de la saison 1943-1944, le VfL Oldenburg participa à la Gauliga Weser-Ems, une ligue venant de la scission de la Gauliga Niedersachsen deux ans plus tôt.
En 1945, le club fut dissous par les Alliés, comme tous les clubs et associations allemands (voir Directive no 23). Il fut rapidement reconstitué.
En 1963 à la suite de la création de la Bundesliga, cinq séries, réparties géographiquement, furent constituées au 2e niveau de la hiérarchie. Le VfL Oldenburg se qualifia via un tour final pour accéder à la Regionalliga Nord. Il s’y classa à la dernière place et redescendit après une saison.
Par la suite, le club n’approcha plus les divisions supérieures et se contenta de son rôle de formateur. Depuis une dizaine d’années, il collabore avec le SV Werder Bremen quant à la formation des jeunes.
En 2010-2011, le VfL Oldenburg évolue en Landesliga Niedersachen (Groupe Weser/Ems), soit au 6e niveau de la hiérarchie de la DFB.

## Handball
L'équipe féminine de handball est la section la plus titrée du VfL Oldenburg. Les handballeuses remportent deux titres de championnes d'Allemagne en 1989 et en 2009 et sont vice-championnes en 1983. Elles sont à deux reprises en finale de la coupe d'Allemagne (1989 et 2002) et décrochent la supercoupe d'Allemagne en 2009.
Au niveau européen, elle remporte la coupe Challenge en 2008. L'équipe atteint également les demi-finales de la coupe d'Europe des vainqueurs de coupe en 2010 et les demi-finales de la Coupe EHF en 2011.
En 2018, elle remporte la coupe d'Allemagne.

## Identité visuelle

De ? à ?
Logo actuel